# Museo Histórico Giuseppe Garibaldi
El Museo Histórico Giuseppe Garibaldi es un museo en la ciudad italiana de Como. Fue inaugurado en 1932 en conmemoración del quincuagésimo aniversario de la visita de Giuseppe Garibaldi a la ciudad en 1866. La mayor parte de los objetos que conserva son de la época del resurgimiento.

## Historia
El museo está ubicado en el Palazzo Olginati, una residencia noble que data del siglo XV. El palacio fue donado por la familia homónima al municipio de Como para fundar un museo del resurgimiento. En varias ocasiones los Olginati hospedaron a Giuseppe Garibaldi en sus diversas residencias.
La primera colección de objetos de la unificación italiana expuesta en la ciudad de Como data de 1884. En 1932 estos hallazgos fueron trasladados al Palacio Olginati, dando lugar al actual museo. Las exhibiciones en el museo se completaron en 1963.

## La colección
La colección del museo se distribuyen en cuatro áreas temáticas, que corresponden a otras tantas secciones específicas: el resurgimiento, la historia contemporánea, la etnografía y una pinacoteca. También se conservan hallazgos que datan de la época napoleónica. También se le dedica especial importancia a la batalla de San Fermo, la famosa batalla de la segunda guerra de independencia italiana y que tuvo lugar cerca de Como, en esa ocasión el ejército real imperial austriaco fue derrotado por Giuseppe Garibaldi.
El museo también conserva objetos de veintinueve garibaldinos nacidos en la provincia de Como que participaron en la expedición de los Mil, que zarparon la tarde del 5 de mayo de 1860 desde Quarto. La datación de las colecciones atribuibles a la historia contemporánea se remonta a la Segunda Guerra Mundial.